# Petru Ciorbă
Petru Ciorbă (n. 23 noiembrie 1959, Iași) este un culturist român, maestru al sportului. 

## Biografie
Petru Ciorbă s-a născut la data de 23 noiembrie 1959 în municipiul Iași. A obținut titlul de campion național la culturism de nu mai puțin de 34 de ori, începând la juniori (până la 21 ani), continuînd la seniori (21-40 ani) și chiar și la masters (+40 ani). 
Pe plan internațional a obținut următoarele rezultate: medalie de bronz la Campionatele Europene din 1996, categoria semigrea; medalie de bronz la Campionatele Mondiale de Masters din 2005 și medalii de argint la Campionatele Mondiale de Masters din 2003 și 2004, categoria grea. 
În anul 2006 a reușit să cucerească medalia de aur la categoria grea la Campionatele Mondiale de Masters desfășurate la Agrigento, în Italia, câștigând și concursul open (dintre campionii tuturor categoriilor).
I s-a acordat titlul de maestru emerit al sportului și antrenor emerit.

## Palmares
1996
- European Amateur Championships - IFBB, Light-HeavyWeight, 3rd

1998
- European Amateur Championships - IFBB, Light-HeavyWeight, 8th

2000
- European Amateur Championships - IFBB, Light-HeavyWeight, 7th

2001
- European Amateur Championships - IFBB, HeavyWeight, 7th

2003
- World Amateur Championships - IFBB, Masters HeavyWeight, 2nd

2004
- World Amateur Championships - IFBB, Masters HeavyWeight, 2nd

2005
- World Amateur Championships - IFBB, Masters HeavyWeight, 3rd

2006
- World Amateur Championships - IFBB, Masters Overall Winner

- World Amateur Championships - IFBB, Masters 40+ HeavyWeight, 1st